# Praça da Liberdade (Carcóvia)
Praça da Liberdade (em ucraniano:  Площа Свободи, transl. Plóshcha Svobódy; em russo:  Площадь Свободы, transl. Plóshchad' Svobódy) em Carcóvia (Kharkiv), Ucrânia é a 8.ª maior praça em um centro da cidade na Europa.
Em 1.º de março de 2022, durante a batalha de Kharkiv na invasão russa da Ucrânia em 2022, a praça e os arredores foram atingidos por mísseis russos.

## Nomes

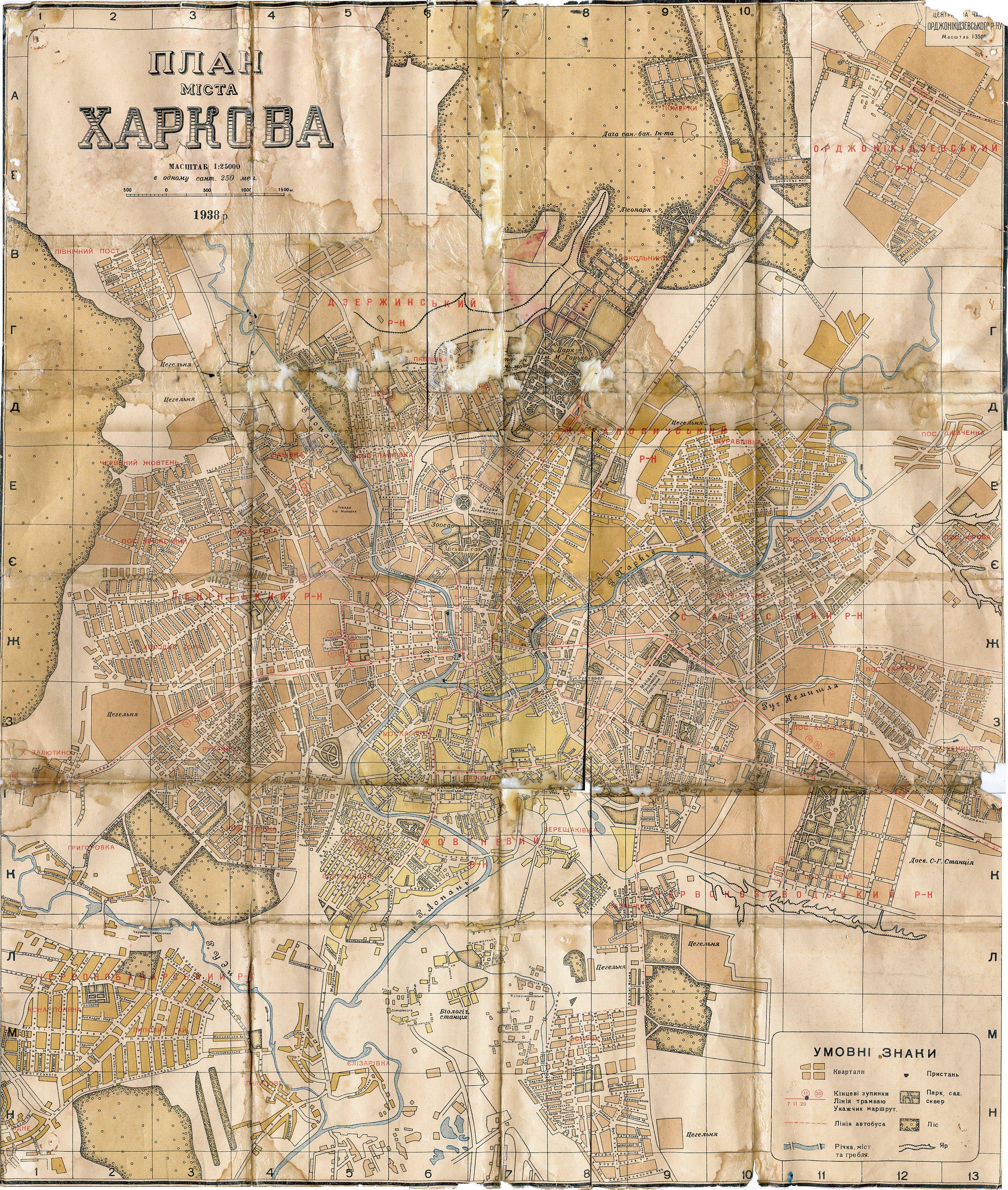
1938 mapa de Carcóvia

Após a tomada soviética, a praça foi nomeada Maidan Dzerjynskoho (em em ucraniano:  майдан Дзержинського) em 1926 em homenagem a Félix Dzerjinski, o fundador da polícia secreta bolchevique (a Cheka, precursora da KGB). Ela é retratada em mapas de Kharkiv de 1938.
Durante a breve ocupação alemã, o nome da praça mudou duas vezes: em 1942, a praça foi nomeada Praça do Exército Alemão e, em 1943, Praça Leibstandarte SS. Após a independência da Ucrânia, foi renomeada Praça da Liberdade.

## Localização
A parte principal da praça é limitada a oeste pelo local de uma estátua removida de Lenin, a leste pela Rua Sumska, ao norte pelo Hotel Kharkiv e ao sul pelo parque Shevchenko. Tem entre 690 e 750 metros de comprimento e entre 96 e 125 metros de largura. A área da praça completa é de aproximadamente 12 hectares (120 mil m²).

## Pontos notáveis
Um marco notável da praça é o edifício Derjprom, um proeminente exemplo da arquitetura construtivista.
A administração estadual regional de Carcóvia está situada em uma extremidade da praça.
Uma estátua monumental de Lenin foi erguida em 1964 e foi derrubada por manifestantes em 28 de setembro de 2014. Em agosto de 2016, pavimentação foi colocada no local onde ficava a estátua de Lenin. Uma nova fonte no local da antiga estátua foi inaugurada em 23 de agosto de 2020.

## Uso

### Protestos e manifestações
Em 2014, a praça foi palco de manifestações de ativistas pró-russos e pró-ucranianos de Carcóvia.

### Outros eventos e atividades recreativas
Queen + Paul Rodgers iniciou sua turnê Rock the Cosmos na Praça da Liberdade em 12 de setembro de 2008 e reuniu 350.000 espectadores, o show foi gravado para um lançamento em DVD, intitulado Live in Ukraine, que foi lançado em 15 de junho de 2009. 

### Desfiles da Vitória
De 2010 a 2013 sediou um desfile militar anual em homenagem ao Dia da Vitória com a participação das tropas da Guarnição de Kharkiv, academias militares localizadas em Kharkiv e tropas da Rússia .

## Galeria

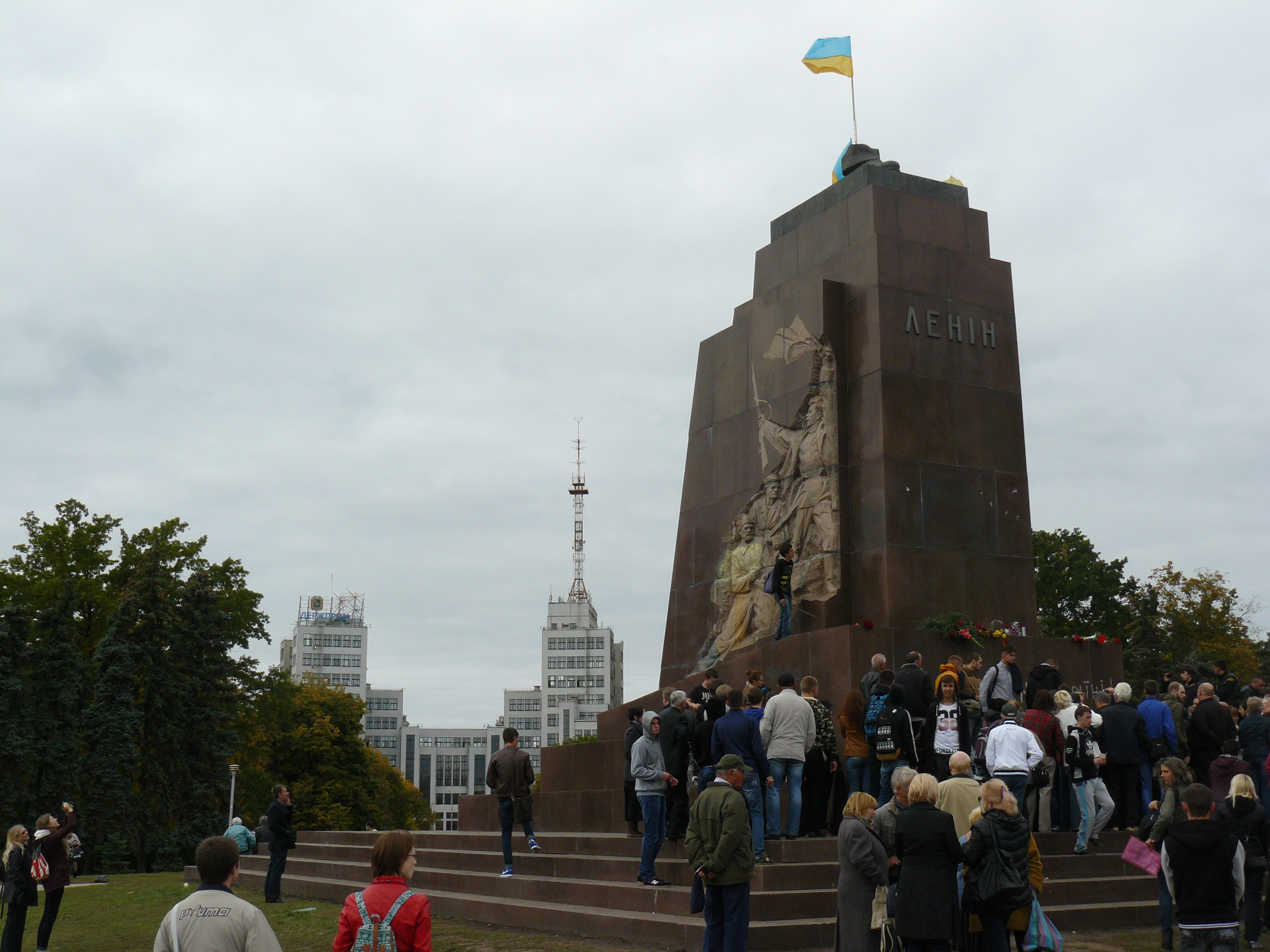
O pedestal vazio onde estava a estátua de Lenin antes de ser derrubada na noite de 28 de setembro de 2014.
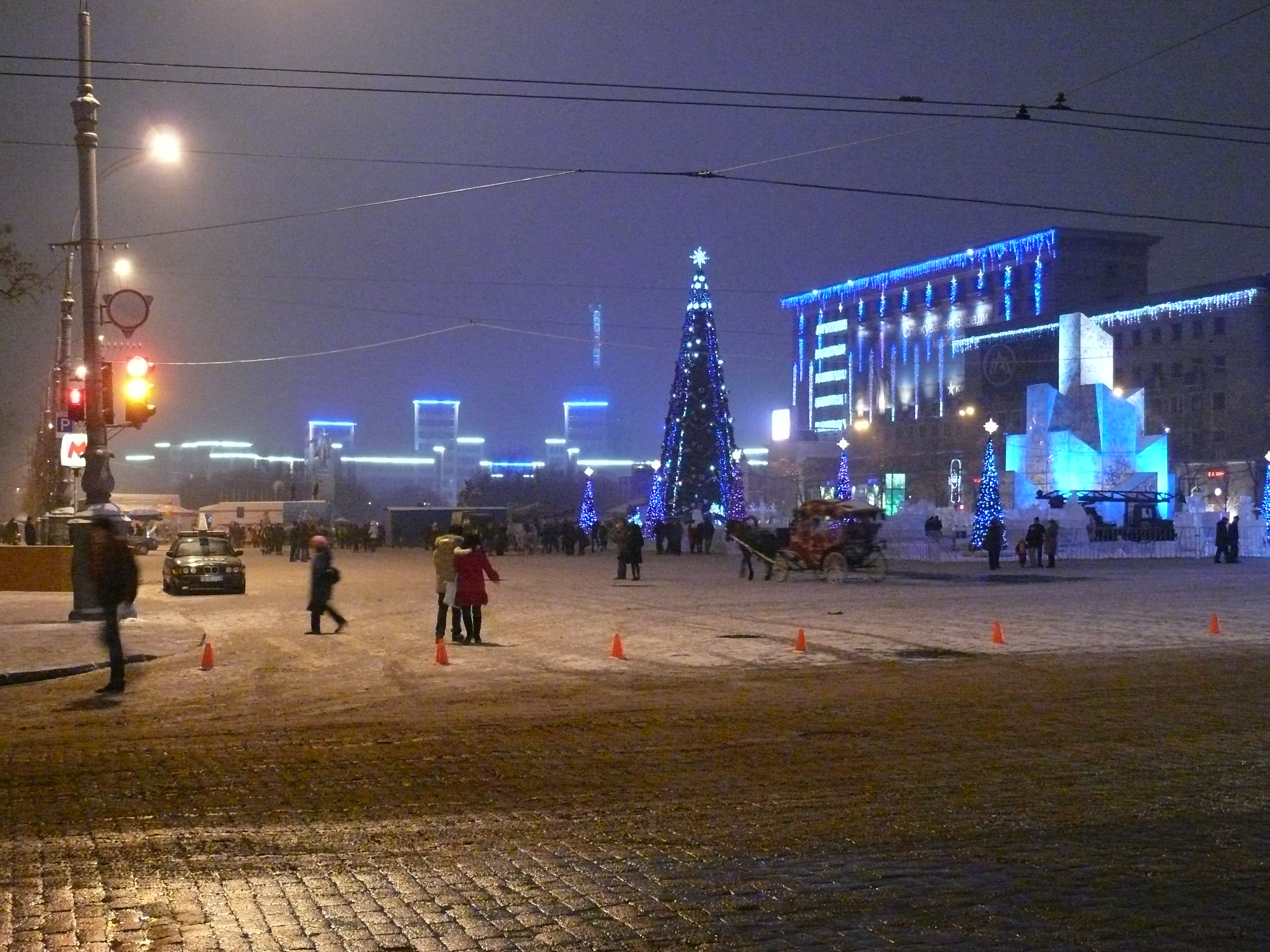
Ano Novo, 2009
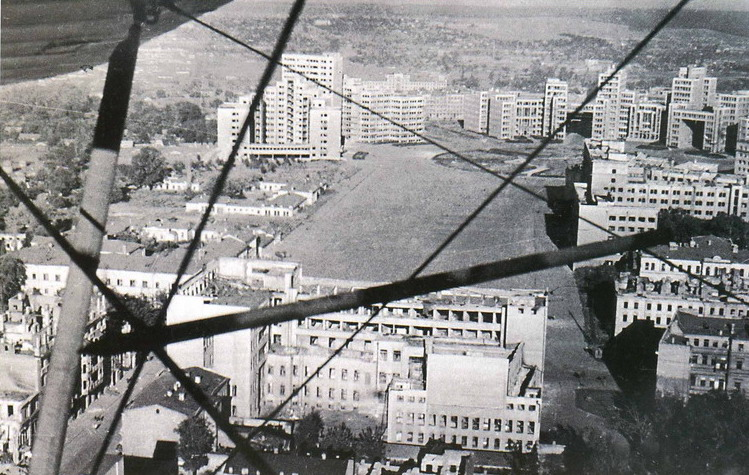
A praça, então chamada de Praça Dzerjinski, em 1943